# Thenardia floribunda
Thenardia floribunda là một loài thực vật có hoa trong họ La bố ma. Loài này được Kunth miêu tả khoa học đầu tiên năm 1819.